# Carnaval de Teresópolis
O Carnaval de Teresópolis é marcado atualmente pelos desfiles de escolas de samba. e blocos, sendo notadamente influenciado pelo carnaval da capital do Estado. O desfile principal é realizado na Avenida Lúcio Meira entre a Rua Jornalista Délcio Monteiro (antiga Olegário Bernardes) até a Calçada da Fama. A liga que rege e regulamenta os desfiles é a LIEST. em 2001, após o desastre que abalou a Região serrana , não houve o desfile das escolas de samba. o mesmo valendo para os anos de 2012 e 2013, sendo os motivos as denunciadas irregularidades na utilização dos recursos vindo da poder público
.

## Campeãs
| Ano  | Escola Campeã              | Ref.        |
| ---- | -------------------------- | ----------- |
| 2009 | Leões da Tijuca            | [ 3 ]       |
| 2010 | Bambas da Serra            | [ 4 ] [ 5 ] |
| 2011 | Não houve desfile oficial. | [ 2 ]       |
| 2012 | Não houve desfile oficial. | [ 2 ]       |
| 2013 | Não houve desfile oficial. | [ 2 ]       |
| 2014 | Bambas da Serra            | [ 6 ]       |